# Iulie 2013
Acest articol este generat integral pe baza informațiilor din articolul 2013 și este actualizat periodic de un robot.
 Editările făcute în articol vor fi șterse la următoarea actualizare! Dacă doriți să faceți modificări, editați articolul-sursă.

ianuarie -
februarie -
martie -
aprilie -
mai -
iunie -
iulie -
august -
septembrie -
octombrie -
noiembrie -
decembrie
Iulie 2013 a fost a șaptea lună a anului și a început într-o zi de luni.

## Evenimente

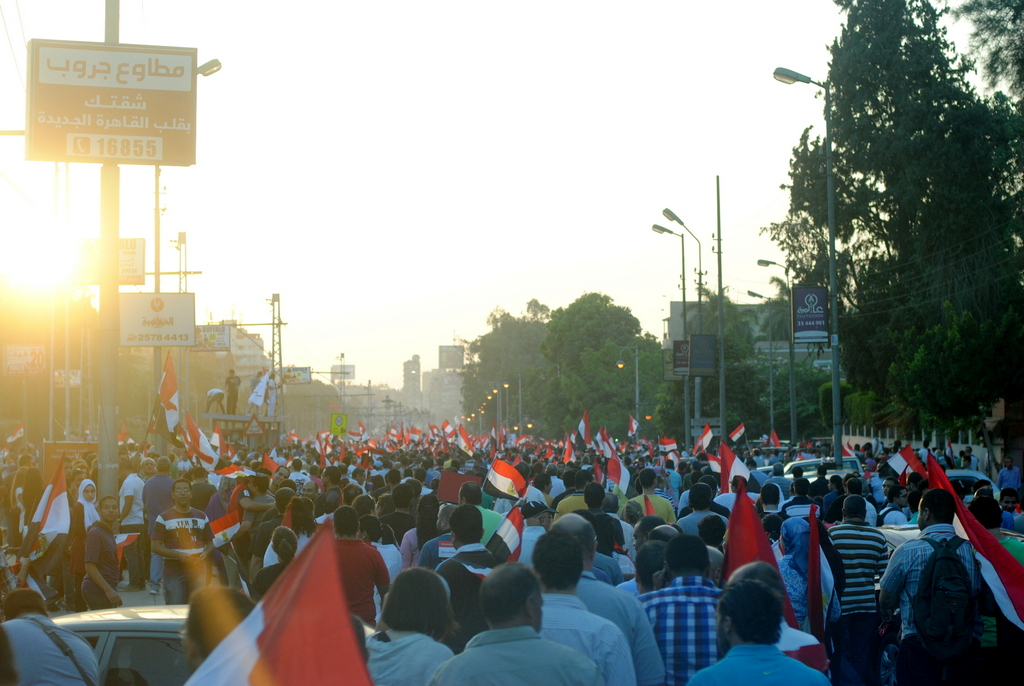
Proteste anti-Morsi în Egipt

- 1 iulie: Aderarea Croației la Uniunea Europeană care devine astfel cel de-al 28-lea stat membru.
- 1 iulie: Lituania preia de la Irlanda președinția Uniunii Europene.
- 1 iulie: Astronomul american Mark Showalter descoperă un nou satelit al planetei Neptun, S/2004 N 1.
- 3 iulie: Regele Albert al II-lea al Belgiei anunță că la 21 iulie va abdica din motive de sănătate. Va fi succedat de fiul său, Prințul Filip al Belgiei.
- 3 iulie: Mohamed Morsi a fost demis din funcția de președinte al Egiptului în urma unei lovituri de stat pe fondul protestelor de masă.
- 6 iulie: Zborul 214 al Asiana Airlines s-a prăbușit în timp ce ateriza pe Aeroportul Internațional San Francisco. Doi pasageri și-au pierdut viața. Acesta a fost primul accident mortal care a implicat un Boeing 777.[1][2]
- 7 iulie: Finala masculină de simplu de la Wimbledon este câștigată de scoțianul Andy Murray în fața sârbului Novak Djokovic. Murray devine primul britanic care câștigă Wimbledon de la Fred Perry în 1936.
- 19 iulie: Omar Hayssam este adus în România și predat Poliției pentru a fi încarcerat. El a fost condamnat la 20 de ani închisoare pentru terorism, fiind considerat responsabil de justiția română pentru răpirea ziariștilor români în Irak, în 2005.
- 19 iulie: Alpiniștii români Zsolt Torok, Marius Gane, Aurel Salasan și Teo Vlad au reușit, în premieră românească, să cucerească vârful pakistanez Nanga Parbat, înalt de 8.125 m.
- 19 iulie-4 august: Campionatul Mondial de Natație de la Barcelona, Spania.
- 21 iulie: Un cutremur cu magnitudinea de 6,6 grade Richter lovește provincia Gansu, China, omorând cel puțin 22 de persoane și rănind sute.
- 21 iulie: Prințul Filip al Belgiei a devenit rege al belgienilor în urma abdicării tatălui său, Albert al II-lea al Belgiei.
- 24 iulie: Un accident grav de tren a avut loc în orașul Santiago de Compostela din Spania, soldându-se cu zeci de victime.

## Nașteri
Prințul George de Cambridge, primul copil al Prințului William, Duce de Cambridge, și strănepotul Reginei Elisabeta a II-a.

## Decese
- 1 iulie: Dumitru Dediu, 71 ani, cosmonaut român (n. 1942)
- 1 iulie: Radu Alexandru Dimitrescu, 86 ani, geolog român (n. 1926)
- 2 iulie: Douglas Carl Engelbart, 88 ani, inventator american (maus-ul), (n. 1925)
- 2 iulie: Prințesa Fawzia a Egiptului (n. Fawzia Fuad), 95 ani (n. 1921)
- 3 iulie: Radu Vasile (n. Radu Mischiu), 70 ani, poet român, prim-ministru al României (1998-1999), (n. 1942)
- 5 iulie: Paul Raabe, 86 ani, cercetător literar și bibliotecar german (n. 1927)
- 7 iulie: John Bockris (Bernhardt Patrick John O'Mara Bockris), 90 ani, chimist britanic (n. 1923)
- 8 iulie: Ștefan Iureș, 82 ani, poet, prozator, traducător, scriitor de literatură pentru copii și eseist român (n. 1931)
- 9 iulie: Barbu Dănescu, 62 ani, politician român, primar al municipiului Constanța (1990-1992), (n. 1951)
- 12 iulie: Abu Zahar Ithnin, 74 ani, politician malaezian (n. 1939)
- 13 iulie: Cory Monteith (Cory Allan Michael Monteith), 31 ani, actor și cântăreț canadian (n. 1982)
- 18 iulie: Abdul Razak Abdul Hamid, 88 ani, profesor universitar malaezian (n. 1925)
- 19 iulie: A K Azizul Huq, 84 ani, controlor și auditor general al Bangladesh (n. 1929)
- 19 iulie: Sanda Nițescu, 76 ani, pictoriță română (n. 1937)
- 21 iulie: Denys de La Patellière, 92 ani, regizor și scenarist francez (n. 1921)
- 22 iulie: Dennis Farina, 69 ani, actor american (n. 1944)
- 23 iulie: Djalma Santos (Djalma Pereira Dias dos Santos), 84 ani, fotbalist brazilian (n. 1929)
- 25 iulie: Mohamed Brahmi, 58 ani, politician tunisian (n. 1955)
- 25 iulie: Bernadette Lafont, 74 ani, actriță franceză (n. 1938)
- 26 iulie: Nikolai Melnik (Mykola Mykolayovych Melnyk), 59 ani, pilot ucrainean (n. 1953)
- 26 iulie: Jae-ki Sung, 45 ani, scriitor coreean (n. 1967)
- 26 iulie: Árpád Duka-Zólyomi, 72 ani, politician slovac, membru al Parlamentului European (2004-2009), (n. 1941)
- 31 iulie: Michael Ansara, 91 ani, actor american de etnie siriană (n. 1922)